# No, No, Nanette
No, No, Nanette è un musical con liriche di Irving Caesar e Otto Harbach musicate da  Vincent Youmans su libretto di Otto Harbach e Frank Mandel. Tra le canzoni ci sono le famose Tea for Two e I Want to Be Happy.

## Storia
Il debutto avvenne l'11 marzo 1925 al Palace Theatre di Londra, interpretato da Binnie Hale e George Grossmith Jr. ed ebbe 665 repliche.
A Broadway, No, No, Nanette venne messo in scena il 16 settembre 1925 e rimase in cartellone per 321 repliche.
Una nuova versione fu prodotta nel 1971 per iniziativa di Harry Rigby e Burt Shevelove che, pur mantenendo le canzoni originali, modificarono e adattarono il libretto alla sensibilità degli anni settanta. Il musical debuttò il 19 gennaio 1971 al 46th Street Theatre di Broadway, ottenendo grande successo e venne replicato 861 volte. Nella cerimonia di assegnazione dei Tony Award 1971 vinse 4 premi su 6 candidature.

## Trama
Jimmy Smith, un milionario arricchitosi con la pubblicazione della Bibbia, sposò la parsimoniosa Sue. Jimmy e Sue vogliono insegnare alla loro pupilla, Nanette, ad essere una giovane signora rispettabile ma la ragazza ha un carattere indipendente e vuole divertirsi ad Atlantic City, incoraggiata da Tom Trainor. Con tanti soldi a disposizione, Jimmy decide di divenire il benefattore di tre belle donne (Betty di Boston, Winnie di Washington e Flora di San Francisco); presto comprende però che le sue buone intenzioni lo stanno mettendo nei guai, in quanto le donne lo stanno ricattando per ottenere più soldi. Egli consulta il suo avvocato amico e lo zio di Tom, Billy, affinché lo aiuti a far uscire le ragazze dalla sua vita. Guglielmo è d'accordo, e suggerisce che Jimmy si rifugi a Filadelfia. Egli decide di prendere Tom ed incontrare le tre signore nella casa di Atlantic City di Smith, il Chickadee Cottage. Sue e Lucille, la moglie di Guglielmo, udendo che entrambi i loro mariti erano fuori per affari, decidono di prendersi una vacanza  recandosi al Cottage. Saputo del desiderio di Nanette di vedere Atlantic City, Jimmy decide di non andare a Filadelfia, e portare Nanette al Cottage di Chickadee, utilizzando la burbera domestica Paulene, come guida di Nanette.
Ad Atlantic City avvengono molteplici incontri. Tom e Nanette fantasticano circa un loro felice matrimonio. Sue ode per caso Billy parlare alle donne e pensa che abbia una relazione con loro; seguono grossi problemi. Sue dice a Lucille dell'infedeltà supposta di Billy e quest'ultimo non nega la cosa per sviare i sospetti da Jimmy. Sue scopre anche che Nanette è venuta ad Atlantic City andando contro i suoi consigli. Ciò causa discussioni fra Tom e Nanette e porta Pauline e Nanette a partire per New York. Jimmy paga le signore ed essendo dispiaciuto nei confronti di Lucille, le spiega ogni cosa: Billy non la stava tradendo e nemmeno Jimmy lo stava facendo nei confronti di Sue. Nanette e Pauline, non riuscendo a partire per New York, ritornano al Cottage dove Tom e Nanette decidono di sposarsi. Lo spettacolo finisce con una festa ed un numero di danza.

## Numeri musicali
Atto I
- Overture
- Too Many Rings Around Rosie
- I've Confessed to the Breeze
- Call of the Sea
- I Want to Be Happy
- I Want to Be Happy Dance
- No, No, Nanette
- Finaletto Atto I

Atto II
- Peach on the Beach
- Peach on the Beach Dance
- Tea for Two
- Tea for Two Dance
- You Can Dance With Any Girl
- You Can Dance With Any Girl Dance
- Finaletto Atto II

Atto III
- Telephone Girlie
- Where-Has-My-Hubby-Gone Blues
- Waiting for You
- Dress Parade
- Take a Little One-Step
- Finale

## Rappresentazioni italiane

Elisabetta Viviani in No, no, Nanette (1974)

- La prima rappresentazione italiana è avvenuta il 24 marzo 1928 al Teatro Reinach di Parma con la tournée della Compagnia del Teatro Mogador di Parigi[2].

## Adattamenti

### Cinema
No, No, Nanette venne ridotto per il cinema due volte rispettivamente nel 1930 e nel 1940, entrambe le volte interpretato dall'attrice ZaSu Pitts. Nel 1950 venne realizzato un film intitolato Tè per due (Tea for Two), un adattamento tratto dalla canzone principale del musical. Venne interpretato da Doris Day, Gordon MacRae, Eve Arden e Billy De Wolfe.

### Televisione
- In data 8 gennaio 1955 la Rai ha trasmesso un adattamento in due tempi con Franca Tamantini, Enrico Viarisio, Anna Maria Bottini, Alberto Bonucci, Erika Sandri, Gino Mattera, Marina Bonfigli, Gisella Sofio, Ornella D'Arrigo, Sandra Mondaini; regia di Vito Molinari, orchestra diretta da Cesare Gallino[3].
- In data 2 agosto 1961 la Rai ha trasmesso un adattamento con Elena Sedlak, Carlo Campanini, Antonella Steni, Raffaele Pisu, Franca Tamantini, Elvio Calderoni, Carla Macelloni, Sofia Mezzetti, Livia Grazioli, Anna Pettenella; regia di Vito Molinari, orchestra diretta da Cesare Gallino[4].
- la Rai ha trasmesso un adattamento in due parti (28 dicembre 1974 e 4 gennaio 1975) con Elisabetta Viviani, Gianrico Tedeschi, Lia Zoppelli,  Claudio Lippi, Marianella Laszlo, Gianni Agus, Claudia Caminito, Ombretta Colli, Giuliana Rivera, Loredana Bertè, Ricchi e Poveri; regia di Vito Molinari, orchestra diretta da Enzo Ceragioli[5].